# San Giorgio La Molara
San Giorgio La Molara ist eine Gemeinde in Italien in der Region Kampanien in der Provinz Benevento mit 2723 Einwohnern (Stand 31. Dezember 2023). Sie ist Mitglied der Bergkommune Comunità Montana del Fortore.

## Geographie
Die Gemeinde liegt etwa 25 km östlich der Provinzhauptstadt Benevento am Fluss Calore Irpino. Die Nachbargemeinden sind Buonalbergo, Casalbore (AV), Foiano di Val Fortore, Ginestra degli Schiavoni, Molinara, Montefalcone di Val Fortore, Paduli, Pago Veiano und San Marco dei Cavoti. Ein weiterer Ortsteil ist Cardito.

## Wirtschaft
Die Gemeinde lebt hauptsächlich von der Landwirtschaft. 

## Infrastruktur

### Straße
- Staatsstraße 90 Venticano - Foggia

### Bahn
- Der nächstgelegene Bahnhof ist in Montecalvo Irpino an der Bahnstrecke Caserta–Foggia zu finden.

### Flug
- Flughafen Neapel